# 율리우스 레보른
율리우스 레보른(독일어: Julius Rehborn, 1899년 12월 30일 ~ 1987년 11월 27일)은 1928년 하계 올림픽에 참가한 독일의 다이빙 선수였다. 그는 10m 플랫폼 경기에서 9위를 했다. 그의 여동생들도 올림픽 선수였다: 하니는 다이버였고 아니는 수영선수였다.